# Plantin
Plantin是一款旧式衬线字体，以十六世纪出版商克里斯托夫·普朗坦命名。这款字是英国蒙納公司为其自动铸排机系统设计制作，原型可追溯到十六岁世纪刻字师罗贝尔·格朗容刻制、并保存于安特卫普普朗坦-莫雷图斯博物馆的Gros Cicero活字。
蒙纳公司当时制作这款字的目的在于他们需要一款更粗的字形以适用于光面纸张的印刷 在设计构思时，蒙纳公司的工程部经理弗兰克·辛曼·皮尔蓬特特地到安特卫普的普朗坦-莫雷图斯博物馆拿到了一些字体样张。这款字也是蒙纳公司第一批不是单纯复制英国流行的印刷字体而进行传统复刻的字体之一，自发布之后广受欢迎，让蒙纳公司之后的二三十年加速了对其他经典字体的复刻。Plantin也是三十年代制作Times New Roman字体时的参照字体之一。 Plantin字体家族包括常规体、细体、粗体以及配套的意大利体。

## 设计灵感

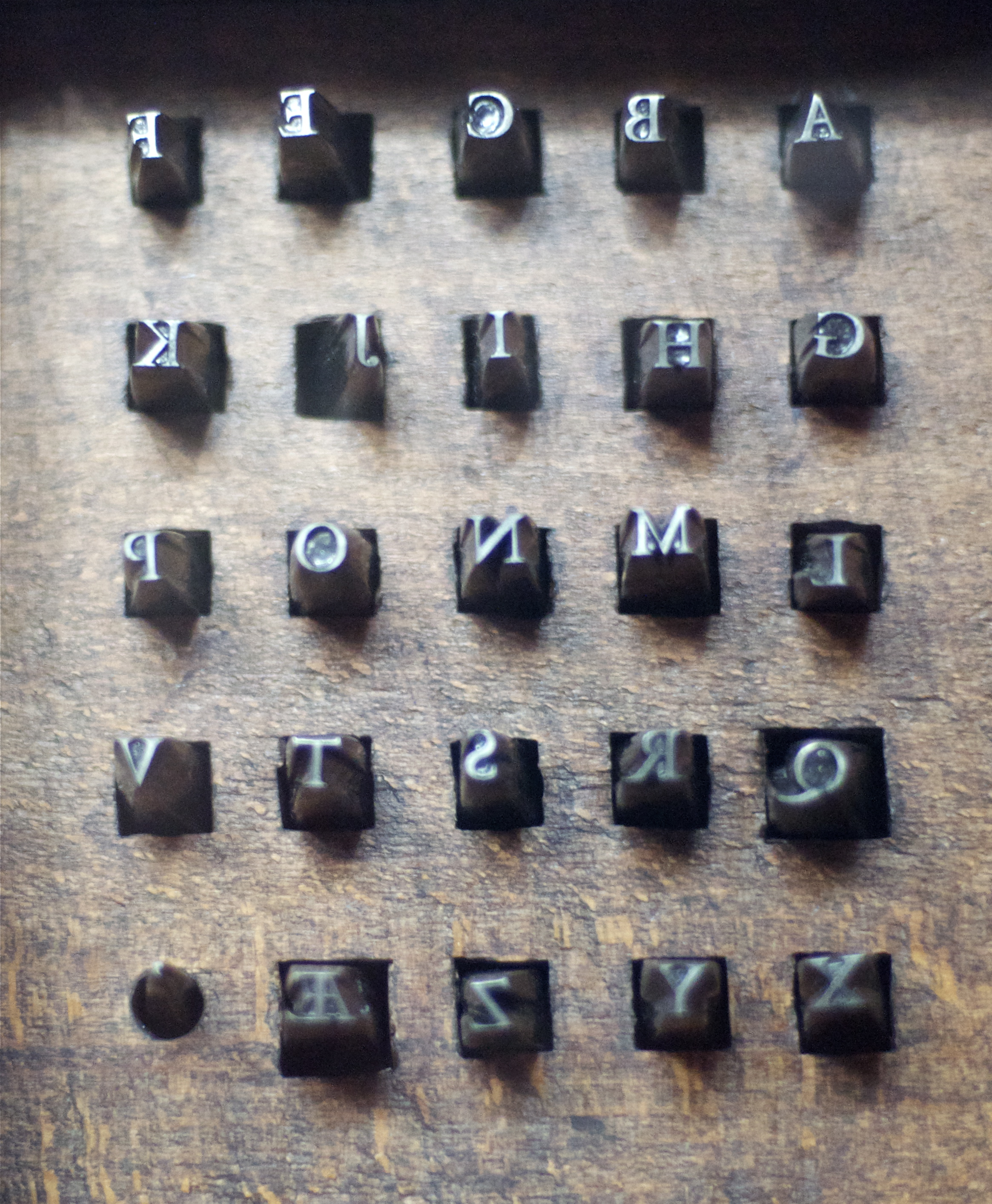
Steel punches, the masters used to stamp matrices used to cast metal type, at the Plantin-Moretus Museum. Its unique collection of original sixteenth-century matrices and punches inspired the Plantin design.

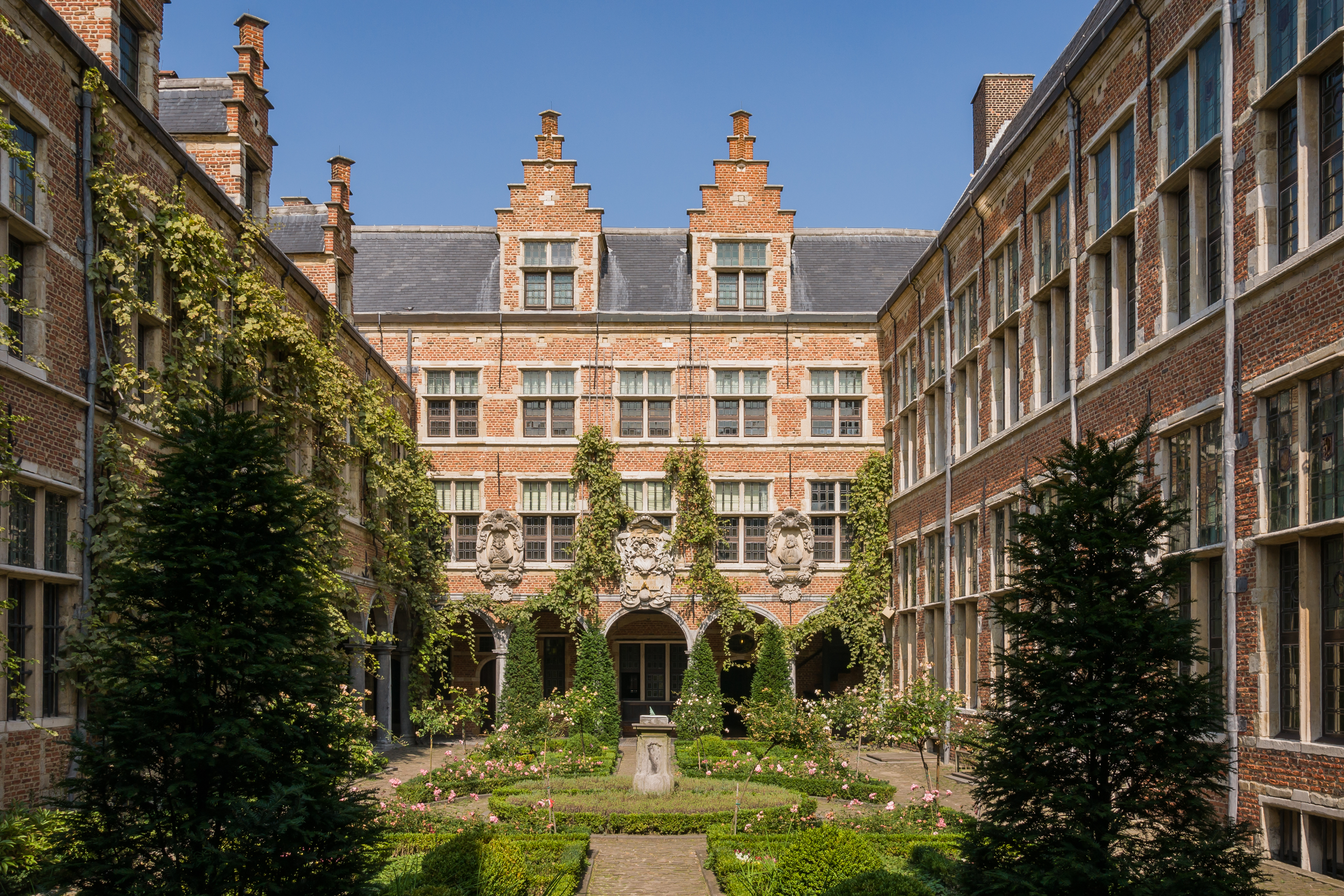
位于安特卫普的普朗坦-莫雷图斯博物馆

建于1876年的普朗坦-莫雷图斯博物馆保留了普朗坦、莫雷图斯等人的大量收藏，其中包括十六世纪最著名的字体，吸引了弗兰克·辛曼·皮尔蓬特前往拜访。 弗兰克·辛曼·皮尔蓬特所参照的Gros Cicero的字，是十七世纪初普朗坦-莫雷图斯印刷所使用字体之一，由罗贝尔·格朗容设计。)
Plantin的金属铸造活字由蒙纳公司萨利工厂制作，由弗兰克·辛曼·皮尔蓬特和Fritz Stelzer主持。选择这样一款法国文艺复兴时期的活字在当时并不常见，因为当时英国印刷商喜欢用Caslon或者尼古拉·詹森十五世纪设计的复刻字体。尽管如此，在其后的几十年里，多家铸排机厂商都复刻了多款Aldine或法国文艺复兴时期的字体，其中包括蒙纳自家的Poliphilus、Bembo 和Garamond，还有莱诺的 Granjon 、Estienne 等等，都是很受欢迎的正文字体。

## 设计

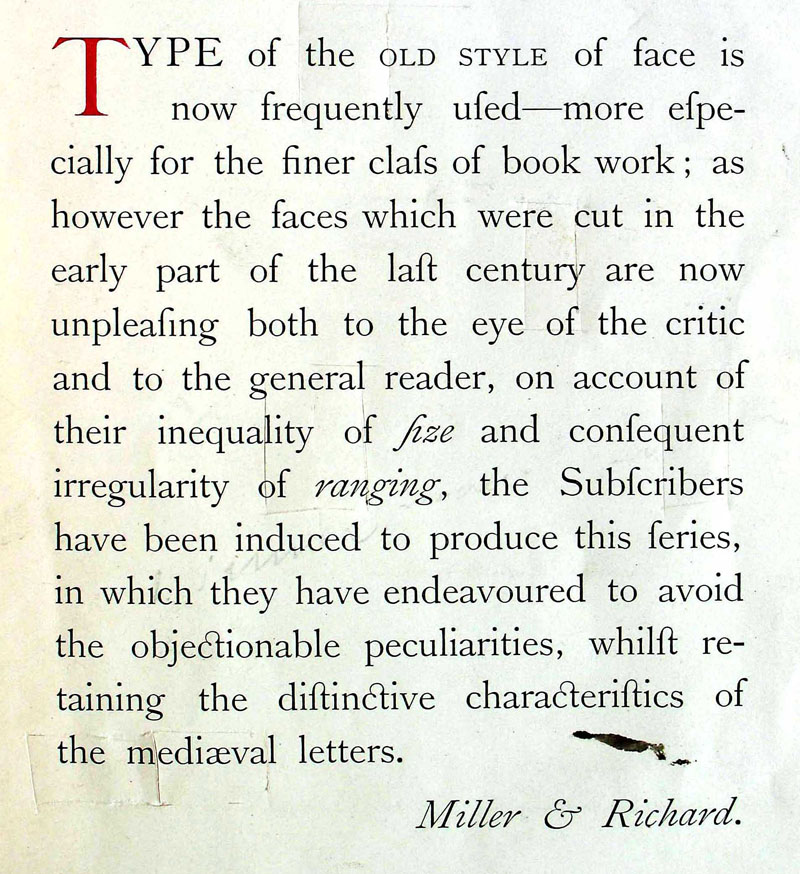
Miller & Richard's Old Style, a delicate reinterpretation of pre nineteenth-century printing styles that became popular in the late nineteenth century. While offering a version of it as one of their first faces, Monotype in creating Plantin aimed to offer a more solid design that would print clearly.

以精美印刷闻名的Claude Lamesle在其1742年样张中展示了格朗容字体原有的风貌。 Mosley has close-up images of some characters of the face.而Plantin保留了格朗容设计中高大的x字高的特点，但把降部改短，并放大了小写字母a、e的字怀。并非所有字体都源自格朗容，因为十六世纪的法国并不使用字母J、U和W；另外在印刷字体样张时，小写字母a被替换成了一个十八世纪风格的设计。

## 应用及影响

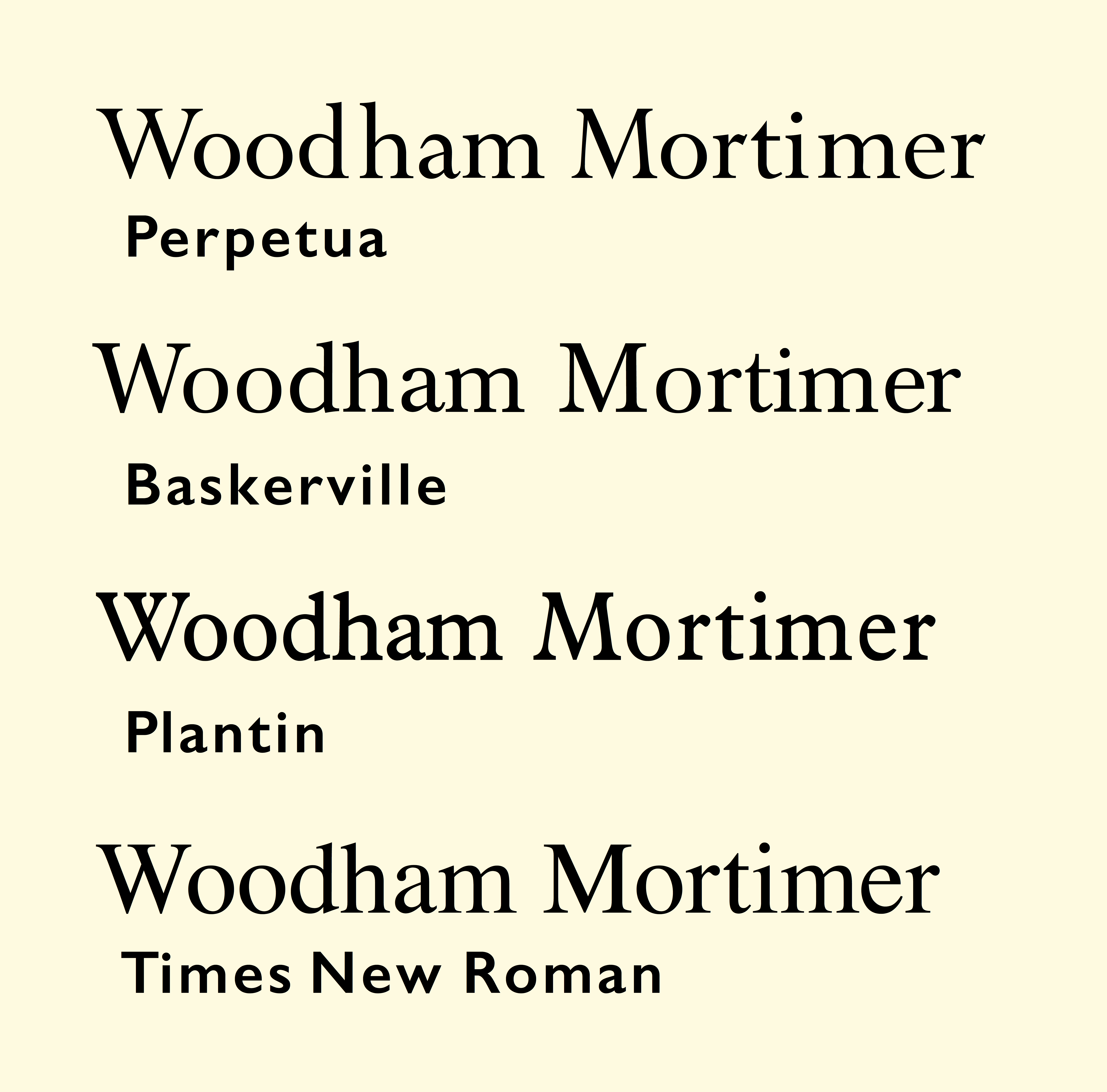
A digitisation of Times New Roman below Plantin and two other typefaces originally considered as a basis for the Times project: Perpetua, Baskerville and Plantin. Times is most based on Plantin, but with the letters made taller and its appearance "modernised" by adding eighteenth- and nineteenth-century influences similar to Baskerville and Perpetua, in particular enhancing the stroke contrast.

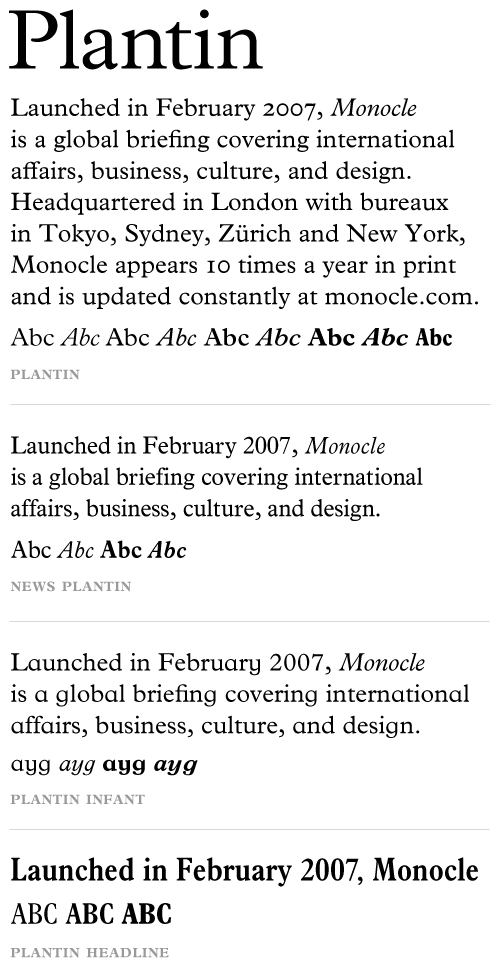
A sample image of Plantin created by Fontshop, showing infant styles and the condensed "News" and "Headline" styles sold for newspapers.

这款字以其粗狂、扎实的设计在二十世纪早期大为流行，广泛用于商业以及报纸印刷。}} As the basic font is relatively dark on the page, Monotype offered a 'light' version as well as a bold, which Hugh Williamson describes as "particularly suitable for bookwork."
两次世界大战之间，这款字被用于Francis Meynell的Pelican出版社、Cloister出版社，以及剑桥大学出版社。 还有为Nonesuch Press出版社制作的定制版，拉高了小写字母的升部和降部。 蒙纳公司还在七十年代为《观察家报》制作了窄体版的 News Plantin。 另外还有一款「儿童版」，小写字母a、g采用单层设计，y两边保持竖直。 
ABC新闻于1978年到1999年一直采用此字体。 Monocle杂志全线也采用Plantin和 Helvetica.
Plantin也是蒙纳公司最著名的Times New Roman字体的设计基础。 Times与Plantin非常类似，但通过增加笔画对比显得更现代、更锋利。 Allan Haley commented that Times New Roman "looks like Plantin on a diet."
最近其他厂商也有很多不同的数码复刻版本，其中包括Chester Jenkins和Kris Sowersby 设计的Galaxie Copernicusis